# Amblygnathus
Amblygnathus es un  género de coleópteros adéfagos de la familia Carabidae.
De distribución neotropical, Hay veinticuatro especies, con cuatro que llegan a Norteamérica.

## Especies
Comprende las siguientes especies:
- Amblygnathus bicolor Ball & Maddison, 1987
- Amblygnathus braziliensis Ball & Maddison, 1987
- Amblygnathus cephalotes Dejena, 1829
- Amblygnathus corvinus Dejean, 1829
- Amblygnathus darlingtoni Ball & Maddison, 1987
- Amblygnathus evansi Ball & Maddison, 1987
- Amblygnathus fricki Ball & Maddison, 1987
- Amblygnathus geminatus Ball & Maddison, 1987
- Amblygnathus gigas Ball & Maddison, 1987
- Amblygnathus gilvipes Ball & Maddison, 1987
- Amblygnathus interior Ball & Maddison, 1987
- Amblygnathus iripennis Say, 1823
- Amblygnathus janthinus Dejean, 1829
- Amblygnathus lucidus Dejean, 1829
- Amblygnathus mexicanus Bates, 1882
- Amblygnathus panamensis Ball & Maddison, 1987
- Amblygnathus puncicollis Putzeys, 1878
- Amblygnathus reichardti Ball & Maddison, 1987
- Amblygnathus subtinctus Leconte, 1866
- Amblygnathus suturalis Putzeys, 1845
- Amblygnathus tikal Ball & Maddison, 1987
- Amblygnathus whiteheadi Ball & Maddison, 1987
- Amblygnathus woodruffi Ball & Maddison, 1987
- Amblygnathus xingu Ball & Maddison, 1987